# Câmera rapatrônica

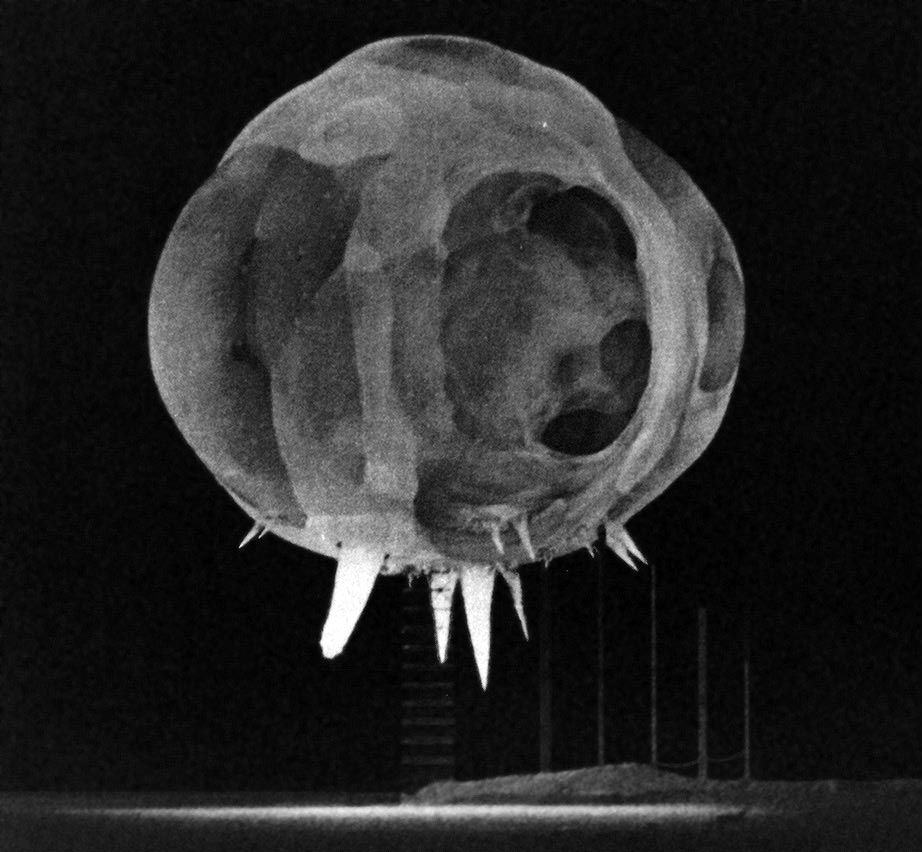
Explosão nuclear fotografada com uma câmera rapatrônica menos de 1 milisegundo após a detonação.

A câmera rapatrônica é uma câmera de alta velocidade capaz de registrar uma imagem com um tempo de exposição de 10 nanosegundos.
A câmera desenvolvida por Harold Edgerton na década de 1940 e foi usada primeiramente para fotografar os primeiros milissegundos de uma explosão nuclear.